# ボビー・チャールズ
ボビー・チャールズ (Bobby Charles, 1938年2月21日 - 2010年1月14日) は、アメリカ合衆国のシンガー、ソングライター。1955年にチェス・レコードからデビューし、「See You Later Alligator」などの楽曲を生んだが、自己名義のレコーディングは決して多くない。ライヴ活動を極度に嫌っていることでも知られる。一方、彼の書いた曲はビル・ヘイリー、ドクター・ジョン、レイ・チャールズなど数多くのアーティストに取り上げられており、ソングライターとしての存在感を示し続けている。

## 来歴

### 幼少期
本名、ロバート・チャールズ・ギドリー。1938年2月21日、ルイジアナ州南部の街、アビーヴィルでケイジャンの家系に生まれた。幼少期から、ケイジャン音楽を聴いて育つ。
通っていた学校では、後にセッション・ドラマーとして活躍することとなるウォーレン・ストームに出会い、彼とともに曲を書いたりデモ・テープを作るようになった。
14歳になると、ボビーは地元大学生によるR&Bバンド、ザ・カーディナルズに加入して活動した。このバンドはチャールズ加入後にザ・クリッパーズと名称を変更。大きな影響力を持つバンドに成長した。

### レコード・デビュー
1955年、クロウリーのレコード店、デゴ・レコード店主、チャールズ"デゴ"レドリッシュに紹介してもらい、チェスのオーディションを受けた。このオーディションは電話によって行なわれ、彼は同レーベルと契約。電話口でチャールズの歌声を聴いたレーベル社長のレナード・チェスは、彼が黒人であると思っていたと言う。チャールズの初代マネージャーを担当したのはレドリッシュだった。
デビューに当たって、チャールズは本名からギドリーを取りボビー・チャールズと名乗るようになった。チェスには1957年まで在籍。ポップ・チャート入りこそなかったものの、1956年、「See You Later Alligator」がR&Bチャートの14位、「Only Time Will Tell」が同11位を記録するヒットとなった。その後もレコーディングは継続したが、ヒット・チャートに再び入ることはなかった。。
チェスから離れたチャールズは、1958年にインペリアルと契約。1960年までの2年間で6枚のシングルをリリースしている。また、この頃から他のアーティストへの楽曲提供もするようになり、クラレンス・"フロッグマン"・ヘンリー(「(I Don't Know Why) But I Do」、「The Jealous Kind」)、そして彼のアイドルであったファッツ・ドミノ(「Before I Grow Too Old」、「Walking To New Orleans」、「It Keeps Rainin'」)へ提供した複数の楽曲がチャート入りを果たしている。
1960年代初頭から中ごろにかけて、チャールズはシュリーヴポートのジュウェル/ポーラ、そして自ら立ち上げたハブ・シティ等のレーベルにレコーディングを残した。

### ウッドストック時代
1970年代に入れると一時期、ニューヨーク州ウッドストックへ住居を移し、同じ街に住んでいたザ・バンドのメンバーらのミュージシャン達との結びつきを強めた。1972年、チャールズは初のフル・アルバムとなる『Bobby Charles』をベアズヴィルよりリリース。この作品は、リック・ダンコとジョン・サイモンがプロデュースを担当。ザ・バンドのメンバーに加え、ドクター・ジョン、デイヴィッド・サンボーン、ジェフ・マルダー、エイモス・ギャレットらが参加した。このアルバムは、チャールズのケイジャン・ルーツにR&B、カントリーを影響をにじませた内容であり、知られざる名盤と称される。
このアルバムのリリース後、1974年に同様のメンバーでセカンド・アルバムがレコーディングされたものの、チャールズがベアズヴィル・レコードと対立してしまったためリリースされなかった。その後2011年にライノ・ハンドメイドがアルバム『Bobby Charles』を3枚組CD版としてリリースした際、その音源の多くが収録された。

### ラスト・ワルツへの参加
1976年には、ザ・バンドの解散コンサート、ラスト・ワルツに参加。その様子を記録した同名のアルバムにはチャールズのトラック「Down South In New Orleans」が収録されたものの、マーティン・スコセッシが監督を務めた映画には彼の姿は記録されなかった。
1978年にはリヴォン・ヘルムのRCOオールスターズの一員として来日もしている。

### 後年の活動と死
その後、暫く空白期となるが、1987年に久々の新作『Clean Water』をリリース。1990年代には、カナダのストーニー・プレインより2枚のアルバムをリリースするなど、マイペースながら活動を続けている。一方で、ライヴ活動からは一層遠ざかるようになり、2004年には、ポンデロサ・ストンプ、2007年にはニューオーリンズ・ジャズ&ヘリテッジ・フェスティバルへの出演がそれぞれ決まっていたにもかかわらず、いずれも出演を取りやめている。ドクター・ジョンのアルバム『シティ・ザット・ケア・フォーガット』（2008年）では5曲をドクター・ジョンと共作し、さらに自作曲「Promises, Promises」も提供した。
2010年1月14日、アビーヴィルの自宅で倒れ死去。直接の死因は明らかになっていないが、糖尿病など健康上の問題を抱えており、腎臓がんの治療から回復中だった。生前に新作のレコーディングを済ませており、2010年2月に『Timeless』としてリリースされた。

## 私生活
チャールズは、父親エメリー・ギドリーと母親エドヴィーナ・リチャードの間に生まれた。姉ルラ・メイ・バーナード、エミリー・コーティエ、兄フロイド・ギドリーとの4人兄弟の末っ子だった。チャールズには4人の息子マーク・エメリー・ギドリー、バリー・チャールズ・ギドリー、ガイ・ポール・ギドリー、ロバート・チャールズ・ギドリー・Jrがいる。

## ドキュメンタリー映画
2024年、デイヴィッド・デュボス監督の手にによってチャールズのドキュメンタリー映画「In a Good Place Now: The Life & Music of Bobby Charles」(邦題「ボビー・チャールズ 極楽の歌」)が完成した。ドクター・ジョン、アラン・トゥーサン、サニー・ランドレス、ジェフ・マルダー、エイモス・ギャレット、ウォーレン・ストーム、ジョニー・アランといったミュージシャンたちに加え、チャールズの幼なじみや親族も出演。日本では2024年9月に劇場公開となっている。

## ディスコグラフィー

### オリジナル・アルバム
- 1972年 『Bobby Charles』 (Bearsville)
- 1987年 『Clean Water』 (Zensor)
- 1995年 『Wish You Were Here Right Now』 (Stony Plain)
- 1998年 『Secrets of the Heart』 (Stony Plain)
- 2004年 『Last Train to Memphis』 (Rice 'N' Gravy)
- 2008年 『Homemade Songs』 (Rice 'N' Gravy)
- 2010年 『Timeless』 (Rice 'N' Gravy)

### 編集盤
- 1996年 『The Chess Masters』 (MCA/Chess)
- 2000年 『Walking to New Orleans - The Jewel & Paula Recordings 1964-65』 (Westside)

### シングル
- 1955年 「Later Alligator」/「On Bended Knee」(Chess 1609)
- 1956年 「Why Did You Leave」/「Don't You Know I Love You」(Chess 1617)
- 1956年 「Time Will Tell」/「Take It Easy Greasy」(Chess 1628)
- 1956年 「Laura Lee」/「No Use Knocking」(Chess 1638)
- 1957年 「Why Can't You」/「Put Your Arms Around Me Honey」(Chess 1647)
- 1957年 「No More (I Ain't Gonna Love You No More)」/「You Can Suit Yourself」(Chess 1658)
- 1957年 「One Eyed Jack」/「Yea Yea Baby」(Chess 1670)
- 1958年 「Since She’s Gone」/「At The Jamboree」(Imperial X5542)
- 1958年 「Since I Lost You」/「Oh Yeah」(Imperial X5547)
- 1959年 「What Can I Do」/「The Town Is Talking」(Imperial X5579)
- 1960年 「Bye, Bye Baby」/「Those Eyes」(Imperial X5642)
- 1960年 「What A Party」/「I Just Want You」(Imperial X5681)
- 1960年 「Nothing Sweet As You」/「Four Winds」(Imperial X5691)
- 1964年 「Everybody's Laughing」/「Everyone Knows」(Jewel 728)
- 1964年 「I Hope」/「Goodnite Irene」(Jewel 729)
- 1964年 「Ain't Misbehavin'」/「Preacher's Daughter」(Jewel 735)
- 1964年 「One More Glass Of Wine」/「Oh Lonesome Me」(Jewel 740)
- 1965年 「Big Boys Cry」/「You Made Me Love You」(Hub-City 715)
- 1965年 「Worrying Over You」/「The Walk」(Paula 226)
- 1965年 「Sometimes」/「24 Hours」(Hub-City 716)
- 1972年 「Small Town Talk」/「Save Me Jesus」(Bearsville BSV0010)
- 1986年 「Lonesome Christmas」/「Lonesome Christmas」(Rice N' Gravy RG22139)
- 1986年 「Party Town」/「Full Moon On The Bayou」(Rice N' Gravy RG22140)
- 1986年 「Lil' Cajun」/「Secrets」(Rice N' Gravy RG23138)[26]